# 신용판매

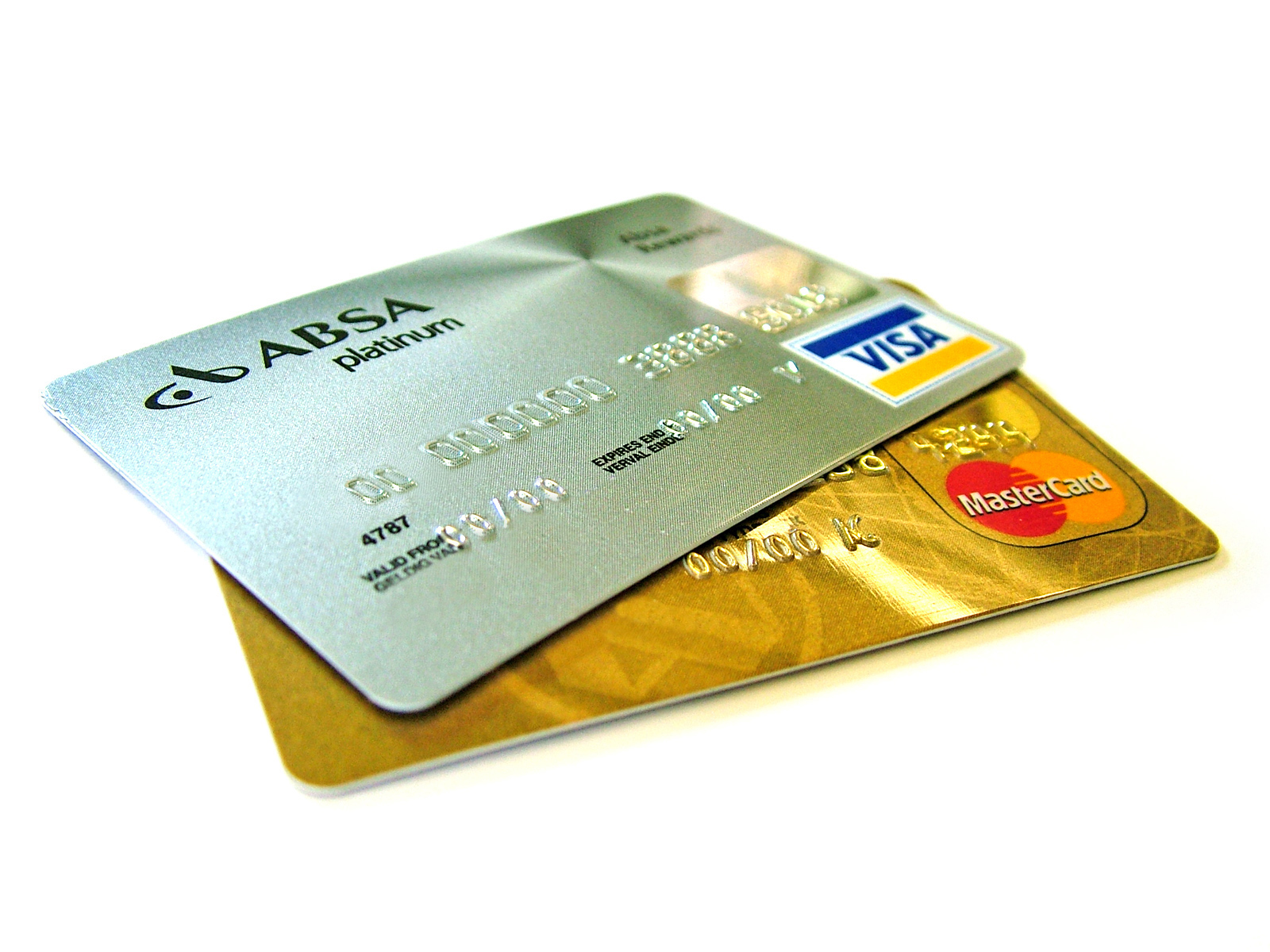
신용 카드는 일반적인 신용 형태이다. 신용카드의 경우, 신용카드 회사(주로 은행)는 카드 소지자에게 신용 한도를 부여한다. 카드 소지자는 가맹점으로부터 물건을 구매할 수 있고, 신용카드 회사로부터 구매 대금을 빌릴 수 있다.

신용판매(信用販賣)는 신용 판매 회사 등이 신용을 공여한 회원 등의 쇼핑 대금을 입체 지불하는 것이다.
신용(credit)은 한 당사자가 다른 당사자에게 돈이나 자원을 제공할 수 있도록 허용하는 신탁으로, 두 번째 당사자는 첫 번째 당사자에게 즉시 상환하지 않고(따라서 부채를 발생) 다음 중 하나를 약속한다. 나중에 해당 자원(또는 동일한 가치의 기타 재료)을 상환하거나 반환한다. 당사자가 제공하는 자원은 재산, 약속 이행 또는 이행일 수 있다. 즉, 신용은 호혜성을 공식화하고, 법적으로 집행 가능하게 하며, 관련 없는 대규모 사람들에게 확장 가능하게 만드는 방법이다.
제공되는 자원은 재정적(예: 대출 제공)일 수도 있고 상품이나 서비스(예: 소비자 신용)로 구성될 수도 있다. 신용에는 모든 형태의 후불이 포함된다. 신용은 대출 기관이라고도 알려진 채권자가 차용자라고도 하는 채무자에게 제공된다.

## 같이 보기
- 신용 위험
- 대변차변
- P2P 대출
- 사회 신용
- 서브프라임 모기지